# Jerzy Feliks Fedorowicz
assinatura
Jerzy Feliks Fedorowicz (Polanica Zdrój, 29 de Outubro de 1947) é um político da Polónia. Ele foi eleito para a Sejm em 25 de Setembro de 2005 com 5694 votos em 13 no distrito de Cracóvia, candidato pelas listas do partido Platforma Obywatelska.